# كبوسين درني
كبوسين درني أو الماشوا سَلبوت عُسقولي أو سَلَبية عُسقولية أو كبوسين عُسقولي (الاسم العلمي:Tropaeolum tuberosum) (بالإنجليزية: Mashua)‏ هو نوع من النباتات يتبع جنس الكبوسين من الفصيلة الكبوسينية.